# Āryadeva
Āryadeva (devanāgarī: आर्यदेव; cinese: 聖天 pinyin: Shèngtiān; coreano: Seongcheon, giapponese: Shōten; tibetano: 'Phags pa lha; 170 circa – 270 circa) è stato un monaco buddhista singalese, filosofo e discepolo di Nāgārjuna, fondatore della scuola Madhyamaka.

## La vita
Figlio del re cingalese Pañcaśṅaṛga, Āryadeva abbandonò il mondo secolare e si fece monaco buddista di scuola Theravāda, divenendo discepolo di Hemadeva. Lasciato lo Sri Lanka, giunse in India, a Śrīparvata, un monastero nei pressi dell'attuale città di Guntur (Stato indiano dell'Andhra Pradesh), divenendo discepolo del maestro Madhyamaka, Nāgārjuna (altre fonti indicano che maestro e discepolo si incontrarono a Pataliputra). Presso Śrīparvata, Āryadeva studiò le dottrine Madhyamaka e i Prajñāpāramitā Sūtra, entrando nella corrente Mahāyāna. Secondo la tradizione narrata dallo storico tibetano Tāranātha Kunga Ningpo, durante il viaggio che lo conduceva all'università di Nālandā, a cui era stato invitato per dibattere con il brāhmana Mātṛceta, offri ad una donna un occhio (le fonti cinesi sostengono che lo offri ad una immagine dorata di Maheśvara) e per questo venne chiamato anche Kāṇadeva (deva con un solo occhio, cinese 迦那提婆 Jiānàtípó, giapp. Kanadaiba). Giunto a Nālandā, sconfisse Mātṛceta che convertì al Buddismo. Divenuto abate di Nālandā, vi eresse un ulteriore complesso monastico di ventiquattro edifici. Rientrato nell'India meridionale, morì in un luogo sconosciuto.
Āryadeva è considerato "patriarca" nelle scuole buddiste cinesi Tiāntái e Chán.

## Opere attribuite ad Āryadeva
- Catuḥśataka, contenuto nel Canone tibetano (al numero 5246 dell'edizione di Pechino) e nel Canone cinese (廣百論本, Guǎngbǎilùn běn, giapp. Kōhyaku ron bon nel T.D. 157.029.182a-187a, ma solo la prima metà, tradotto in 1 fascicolo da Xuánzàng, ma nello stesso canone ve ne sono altre versioni tradotte da Xuánzàng o, precedentemente, da Kumārajīva). È l'opera principale di Āryadeva, si compone di sedici capitoli di cui i primi otto si occupano della preparazione per chi intraprende la "Via" buddista, mentre i secondi otto della non-sostanzialità dei dharma.
- Śatakaśāstra, contenuto nel Canone cinese (T.D. 1569), è la versione abbreviata del Catuḥśataka.
- Akṣaraśataka, contenuto nel Canone cinese (T.D. 1572) è, nel Canone tibetano, attribuito a Nāgārjuna ma gli studiosi ritengono sia più corretto attribuirlo ad Āryadeva [2].

Tutte le altre opere che tradizionalmente vengono attribuite ad Āryadeva, secondo gli studiosi  appartengono ad un altro Āryadeva, denominato Āryadeva II, un maestro del Buddismo Vajrayāna vissuto nell'VIII secolo.